# خلیج جوشان

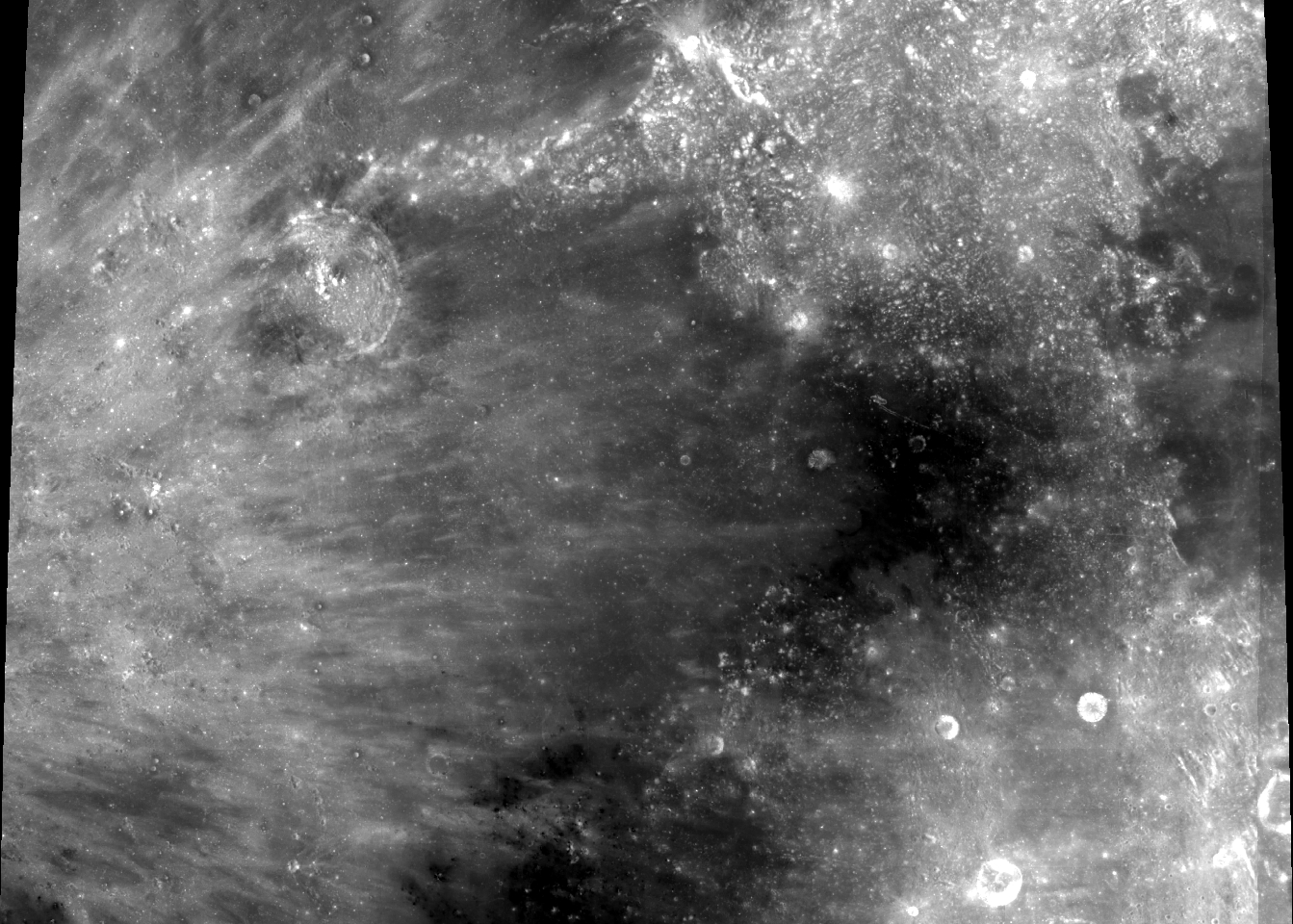
خلیج جوشان.

خلیج جوشان (لاتین: Sinus Aestuum) از خلیج‌وارهای سطح کره ماه است.
خلیج جوشان امتدادی از بخش شمال خاوری دریای آبخوست‌ها را تشکیل می‌دهد و بیشینه قطر آن ۲۹۰ کیلومتر است.
خلیج جوشان رویه‌ای صاف و کم‌وبیش بدون عارضه دارد و از گدازه‌های بازالتی پوشیده شده که چند برخورد کوچک بر سطح آن ایجاد شده و لبه‌هایی آشفته دارد.
مرز خاوری خلیج جوشان را منطقه‌ای با زمین آشفته تشکیل می‌دهد که این خلیج را در سمت شرقی از دریای بخارها جدا می‌کند.
در شمال این خلیج کوه آپنینوس و دهانه برجسته اراتوستِنِس قرار دارد. در راستای غربی آن نیز دهانه سیل‌زده استادیوس و در سمت جنوبی غربی آن دریای آبخوست‌ها جای گرفته‌است.